# بخش ویندهام (شهرستان پورتاژ، اوهایو)
بخش ویندهام (به انگلیسی: Windham Township) یک منطقهٔ مسکونی در ایالات متحده آمریکا است که در شهرستان پورتیج، اوهایو واقع شده‌است.
 بخش ویندهام ۵۹٫۴ کیلومتر مربع مساحت و ۲٬۰۶۰ نفر جمعیت دارد و ۲۹۵ متر بالاتر از سطح دریا واقع شده‌است.